# Diskografie Tupaca Shakura
Diskografie umělce Tupaca Shakura

## Studiová alba
| Rok  | Album                                                                                                | Nejvyšší umístění v hitparádě | Nejvyšší umístění v hitparádě | Nejvyšší umístění v hitparádě | Ocenění                                      |
| Rok  | Album                                                                                                | US 200                        | US Hip-Hop                    | UK                            | Ocenění                                      |
| ---- | --- | ----------------------------- | ----------------------------- | ----------------------------- | -------------------------------------------- |
| 1991 | 2Pacalypse Now - Vydáno: 12. listopadu 1991 - Vydavatel: Jive, Interscope                            | 64                            | 13                            | -                             | US: zlaté                                    |
| 1993 | Strictly 4 My N.I.G.G.A.Z. - Vydáno: 16. února 1993 - Vydavatel: Atlantic, Interscope                | 24                            | 4                             | -                             | US: platinové                                |
| 1995 | Me Against the World - Vydáno: 14. března 1995 - Vydavatel: Atlantic, Interscope                     | 1                             | 1                             | -                             | US: 2x platinové                             |
| 1996 | All Eyez on Me - Vydáno: 13. února 1996 - Vydavatel: Death Row, Interscope                           | 1                             | 1                             | 32                            | US: 9x platinové CAN: platinové UK: stříbrné |
| 1996 | The Don Killuminati: The 7 Day Theory - Vydáno: 5. listopadu 1996 - Vydavatel: Death Row, Interscope | 1                             | 1                             | -                             | US: 4x platinové CAN: zlaté                  |

## Posmrtně vydaná alba
| Rok  | Album                                                                                    | Nejvyšší umístění v hitparádě | Nejvyšší umístění v hitparádě | Nejvyšší umístění v hitparádě | Nejvyšší umístění v hitparádě | Nejvyšší umístění v hitparádě | Ocenění                                            |
| Rok  | Album                                                                                    | US 200                        | US Hip-Hop                    | US Rap                        | CAN                           | UK                            | Ocenění                                            |
| ---- | ---------------------------------------------------------------------------------------- | ----------------------------- | ----------------------------- | ----------------------------- | ----------------------------- | ----------------------------- | -------------------------------------------------- |
| 1997 | R U Still Down? (Remember Me) - Vydáno: 25. listopadu 1997 - Vydavatel: Amaru, BMG, Jive | 2                             | 1                             | *                             | 12                            | 44                            | US: 4x platinové                                   |
| 2001 | Until the End of Time - Vydáno: 27. března 2001 - Vydavatel: Amaru, Death Row            | 1                             | 1                             | *                             | 2                             | 31                            | US: 3x platinové CAN: 2x platinové UK: 2x stříbrné |
| 2002 | Better Dayz - Vydáno: 26. listopadu 2002 - Vydavatel: Amaru, Death Row                   | 5                             | 1                             | *                             | 7                             | 68                            | US: 2x platinové CAN: 3x platinové                 |
| 2004 | Loyal to the Game - Vydáno: 14. prosince 2004 - Vydavatel: Amaru                         | 1                             | 1                             | 1                             | 7                             | 20                            | US: platinové UK: stříbrné                         |
| 2006 | Pac's Life - Vydáno: 21. listopadu 2006 - Vydavatel: Amaru, Interscope                   | 9                             | 3                             | 3                             | -                             | -                             | US: /                                              |

## Spolupráce
| Rok  | Album                                                                                         | Spolupráce s: | Nejvyšší umístění v hitparádě | Nejvyšší umístění v hitparádě | Ocenění                  |
| Rok  | Album                                                                                         | Spolupráce s: | US 200                        | US Hip-Hop                    | Ocenění                  |
| ---- | --------------------------------------------------------------------------------------------- | ------------- | ----------------------------- | ----------------------------- | ------------------------ |
| 1994 | Thug Life: Vol. 1 - Vydáno: 26. září 1994 - Vydavatel: Atlantic, Interscope, Amaru, BMG, Jive | Thug Life     | 42                            | 6                             | US: zlaté                |
| 1999 | Still I Rise - Vydáno: 14. prosince 1999 - Vydavatel: Death Row, Interscope, Amaru            | Outlawz       | 6                             | 2                             | US: platinové CAN: zlaté |

## Koncertní alba
| Rok  | Album                                                                       | Nejvyšší umístění v hitparádě | Nejvyšší umístění v hitparádě | Ocenění   |
| Rok  | Album                                                                       | US 200                        | US Hip-Hop                    | Ocenění   |
| ---- | --------------------------------------------------------------------------- | ----------------------------- | ----------------------------- | --------- |
| 2004 | 2 Pac Live - Vydáno: 6. srpna 2004 - Vydavatel: Death Row                   | 54                            | 16                            | US: /     |
| 2005 | Live at the House of Blues - Vydáno: 3. října 2005 - Vydavatel: Amaru, Koch | 159                           | 48                            | UK: zlaté |

## Remixová alba
| Rok  | Album                                                                                | Nejvyšší umístění v hitparádě | Nejvyšší umístění v hitparádě | Ocenění |
| Rok  | Album                                                                                | US 200                        | US Hip-Hop                    | Ocenění |
| ---- | ------------------------------------------------------------------------------------ | ----------------------------- | ----------------------------- | ------- |
| 2003 | Nu-Mixx Klazzics - Vydáno: 7. října 2003 - Vydavatel: Death Row                      | 15                            | 5                             | US: /   |
| 2007 | Nu-Mixx Klazzics Vol. 2 - Vydáno: 14. srpna 2007 - Vydavatel: Amaru, Death Row, Koch | 45                            | 8                             | US: /   |

## Kompilace
| Rok  | Album                                                                                             | Nejvyšší umístění v hitparádě | Nejvyšší umístění v hitparádě | Ocenění                                     |
| Rok  | Album                                                                                             | US 200                        | US Hip-Hop                    | Ocenění                                     |
| ---- | ------------------------------------------------------------------------------------------------- | ----------------------------- | ----------------------------- | ------------------------------------------- |
| 1998 | Greatest Hits (2CD) - Vydáno: 24. listopadu 1998 - Vydavatel: Amaru, Death Row, Interscope        | 3                             | 1                             | US: diamantové CAN: platinové UK: platinové |
| 2003 | The Prophet: The Best of the Works - Vydáno: 2003 - Vydavatel: Death Row                          | -                             | -                             | US: /                                       |
| 2007 | Beginnings: The Lost Tapes 1988-1991 - Vydáno: 12. června 2007 - Vydavatel: Koch                  | -                             | -                             | US: /                                       |
| 2007 | Best of 2Pac: Thug Life (2CD) - Vydáno: 4. prosinec 2007 - Vydavatel: Amaru, Death Row, Koch, UMG | 65                            | 13                            | US: /                                       |

## Nahrané básně
| Rok  | Album                                                                                   | Nejvyšší umístění v hitparádě | Nejvyšší umístění v hitparádě | Ocenění |
| Rok  | Album                                                                                   | US 200                        | US Hip-Hop                    | Ocenění |
| ---- | --------------------------------------------------------------------------------------- | ----------------------------- | ----------------------------- | ------- |
| 2000 | The Rose That Grew from Concrete - Vydáno: 17. října 2000 - Vydavatel: Amaru, Death Row | 89                            | 28                            | US: /   |
| 2005 | The Rose Vol. 2 - Vydáno: 20. září 2005 - Vydavatel: Amaru                              | -                             | -                             | US: /   |

## Soundtracky
| Rok  | Album               | Pozice v hitparádě | Ocenění          | Písně |
| ---- | ------------------- | ------------------ | ---------------- | --- |
| 1993 | Poetic Justice      | 23                 | US: zlaté        | "Definition of a Thug Nigga"                                                                                    |
| 1994 | Above the Rim       | 2                  | US: 2× platinové | "Pour out a Little Liquor", "Pain"                                                                              |
| 1995 | The Show            | 4                  | US: platinové    | "My Block" |
| 1995 | One Million Strong  | 81                 | US: /            | "Runnin'" |
| 1996 | Sunset Park         | 4                  | US: platinové    | "High 'Til I Die"                                                                                               |
| 1997 | Gridlock'd          | 1                  | US: zlaté        | "Wanted Dead or Alive", "Out the Moon (Boom, Boom, Boom)", "Never Had a Friend Like Me", "Life's a Traffic Jam" |
| 1997 | How to Be a Player  | 7                  | US: zlaté        | "Troublesome"                                                                                                   |
| 1997 | Gang Related        | 2                  | US: 2× platinové | "Life So Hard", "Starin' Through My Rear View", "Made Niggaz", "Lost Souls"                                     |
| 2003 | Tupac: Resurrection | 2                  | US: platinové    | "Runnin' (Dying to Live)", "One Day at a Time", "Ghost", "The Realist Killaz"                                   |

## Singlografie
| Rok  | Píseň                                                                                       | Pozice v hitparádách | Pozice v hitparádách | Pozice v hitparádách | Pozice v hitparádách | Pozice v hitparádách | Album                                              | RIAA ocenění |
| Rok  | Píseň                                                                                       | US                   | US R&B               | US Rap               | CAN                  | UK                   | Album                                              | RIAA ocenění |
| ---- | ------------------------------------------------------------------------------------------- | -------------------- | -------------------- | -------------------- | -------------------- | -------------------- | -------------------------------------------------- | ------------ |
| 1991 | "Brenda's Got a Baby"                                                                       | —                    | 23                   | 3                    | —                    | —                    | 2Pacalypse Now                                     |              |
| 1991 | "If My Homie Calls"                                                                         | —                    | —                    | 3                    | —                    | —                    | 2Pacalypse Now                                     |              |
| 1992 | "Trapped"                                                                                   | —                    | —                    | —                    | —                    | —                    | 2Pacalypse Now                                     |              |
| 1993 | "Holla If Ya Hear Me"                                                                       | —                    | 110                  | —                    | —                    | —                    | Strictly 4 My N.I.G.G.A.Z.                         |              |
| 1993 | "I Get Around" (feat. Digital Underground)                                                  | 11                   | 5                    | 8                    | —                    | —                    | Strictly 4 My N.I.G.G.A.Z.                         | Gold         |
| 1993 | "Keep Ya Head Up"                                                                           | 12                   | 7                    | 2                    | —                    | —                    | Strictly 4 My N.I.G.G.A.Z.                         | Gold         |
| 1994 | "Papa'z Song" (feat. Wycked)                                                                | 87                   | 82                   | 24                   | —                    | —                    | Strictly 4 My N.I.G.G.A.Z.                         |              |
| 1994 | "Cradle to the Grave" (feat. Thug Life)                                                     | —                    | 91                   | 25                   | —                    | —                    | Thug Life: Volume 1                                |              |
| 1994 | "Pour Out a Little Liquor" (feat. Thug Life)                                                | —                    | —                    | —                    | —                    | —                    | Thug Life: Volume 1                                |              |
| 1994 | "How Long Will They Mourn Me?" (feat. Thug Life a Nate Dogg)                                | —                    | —                    | —                    | —                    | —                    | Thug Life: Volume 1                                |              |
| 1995 | "Dear Mama"                                                                                 | 9                    | 3                    | 1                    | —                    | 27                   | Me Against the World                               | Platinum     |
| 1995 | "Can U Get Away"                                                                            | —                    | 70                   | —                    | —                    | —                    | Me Against the World                               |              |
| 1995 | "So Many Tears"                                                                             | 44                   | 21                   | 6                    | —                    | —                    | Me Against the World                               |              |
| 1995 | "Temptations"                                                                               | 68                   | 35                   | 13                   | —                    | —                    | Me Against the World                               |              |
| 1995 | "Runnin' (From tha Police)" (feat. The Notorious B.I.G., Stretch, Dramacydal a Buju Banton) | 81                   | 57                   | 13                   | 14                   | 15                   | One Million Strong                                 |              |
| 1995 | "California Love" (feat. Dr. Dre a Roger Troutman)                                          | 1                    | 1                    | 1                    | —                    | 6                    | All Eyez on Me                                     | 2× platinum  |
| 1995 | "How Do U Want It" (featuring K-Ci & JoJo)                                                  | 1                    | 1                    | 1                    | 14                   | 17                   | All Eyez on Me                                     | 2× platinum  |
| 1996 | "2 of Amerikaz Most Wanted" (feat. Snoop Dogg)                                              | —                    | 46                   | —                    | —                    | —                    | All Eyez on Me                                     |              |
| 1996 | "Hit 'Em Up" (feat.Outlawz)                                                                 | —                    | —                    | —                    | —                    | —                    | Greatest Hits                                      |              |
| 1996 | "All About U" (feat. Nate Dogg, Hussein Fatal a Yaki Kadafi)                                | —                    | —                    | —                    | —                    | —                    | All Eyez on Me                                     |              |
| 1996 | "Life Goes On"                                                                              | —                    | —                    | —                    | —                    | 15                   | All Eyez on Me                                     |              |
| 1996 | "I Ain't Mad at Cha" (feat. Danny Boy)                                                      | 58                   | 18                   | —                    | —                    | 13                   | All Eyez on Me                                     |              |
| 1996 | "Toss It Up" (feat. Danny Boy, K-Ci & JoJo a Aaron Hall)                                    | —                    | 34                   | —                    | —                    | 15                   | The Don Killuminati: The 7 Day Theory              |              |
| 1997 | "To Live & Die in L.A." (feat. Val Young)                                                   | —                    | —                    | —                    | —                    | 10                   | The Don Killuminati: The 7 Day Theory              |              |
| 1997 | "Hail Mary"                                                                                 | —                    | 12                   | 8                    | —                    | 43                   | The Don Killuminati: The 7 Day Theory              |              |
| 1997 | "Wanted Dead or Alive" (feat. Snoop Dogg)                                                   | —                    | —                    | —                    | —                    | 16                   | Gridlock'd                                         |              |
| 1997 | "Made Niggaz" (feat. Outlawz)                                                               | 75                   | —                    | 1                    | —                    | —                    | Gang Related                                       |              |
| 1997 | "I Wonder If Heaven Got a Ghetto"                                                           | 67                   | 14                   | 18                   | —                    | 21                   | R U Still Down? (Remember Me)                      |              |
| 1997 | "Do for Love"                                                                               | 21                   | 10                   | 2                    | —                    | 12                   | R U Still Down? (Remember Me)                      | Gold         |
| 1998 | "Changes"                                                                                   | 32                   | 12                   | 1                    | 14                   | 3                    | Greatest Hits                                      |              |
| 1998 | "Happy Home"                                                                                | —                    | —                    | —                    | —                    | 17                   | Until the End of Time                              |              |
| 1999 | "Unconditional Love"                                                                        | —                    | 73                   | —                    | —                    | —                    | Greatest Hits                                      |              |
| 1999 | "Who Do You Believe In?" (feat. Yaki Kadafi)                                                | —                    | 53                   | —                    | —                    | —                    | Better Dayz a Suge Knight Represents: Chronic 2000 |              |
| 2000 | "Baby Don't Cry (Keep Ya Head Up II)" (feat. Outlawz)                                       | 72                   | 36                   | —                    | —                    | —                    | Still I Rise                                       |              |
| 2000 | "Thug Nature"                                                                               | —                    | 56                   | —                    | —                    | —                    | Too Gangsta for Radio                              |              |
| 2001 | "Until the End of Time" (feat. R.L.)                                                        | 52                   | 21                   | —                    | —                    | 4                    | Until the End of Time                              |              |
| 2001 | "Letter 2 My Unborn"                                                                        | —                    | 64                   | —                    | —                    | 21                   | Until the End of Time                              |              |
| 2002 | "Thugz Mansion" (feat. Nas)                                                                 | 19                   | 10                   | 4                    | —                    | 24                   | Better Dayz                                        |              |
| 2003 | "Still Ballin (Nitty remix)" (feat. Trick Daddy)                                            | 69                   | 31                   | 15                   | —                    | —                    | Better Dayz                                        |              |
| 2003 | "Runnin' (Dying to Live)" (feat. The Notorious B.I.G.)                                      | 19                   | 11                   | 5                    | —                    | 17                   | Tupac: Resurrection                                |              |
| 2003 | "One Day at a Time (Em's Version)" (feat. Eminem a Outlawz)                                 | 80                   | 51                   | 22                   | —                    | —                    | Tupac: Resurrection                                |              |
| 2004 | "Thugs Get Lonely Too" (feat. Nate Dogg)                                                    | 98                   | 55                   | —                    | —                    | —                    | Loyal to the Game                                  |              |
| 2005 | "Ghetto Gospel" (feat. Elton John)                                                          | —                    | —                    | —                    | —                    | 1                    | Loyal to the Game                                  |              |
| 2006 | "Untouchable" (feat. Krayzie Bone)                                                          | 29                   | 91                   | —                    | —                    | —                    | Pac's Life                                         |              |
| 2006 | "Pac's Life" (feat. T.I. a Ashanti)                                                         | 119                  | 104                  | —                    | —                    | 21                   | Pac's Life                                         |              |
| 2008 | "Playa Cardz Right" (feat. Keyshia Cole)                                                    | 63                   | 9                    | —                    | —                    | 32                   | Pac's Life                                         |              |